# Tricholeiochiton neotropicalis
Tricholeiochiton neotropicalis är en nattsländeart som beskrevs av Oliver S. Flint Jr. 1991. Tricholeiochiton neotropicalis ingår i släktet Tricholeiochiton och familjen smånattsländor. Inga underarter finns listade i Catalogue of Life.